# おかやま 朝まるステーション1494
『おかやま 朝まるステーション1494』（おかやま あさまるステーション1494）は、2008年4月1日から2014年11月28日まで山陽放送運営のRSKラジオで放送されたラジオ番組。

## 概要
『石田好伸の通勤ラジオ絶好調!』に替わってスタートしたワイド番組で、週5日間の帯で放送。前番組に出演していた石田好伸も、途中まで月曜・火曜・水曜のパーソナリティを務めていた。
放送開始から2年間は朝の時間帯のみに放送されていた。2009年4月には9時台を『おかやま 朝まるミュージック アフター9』（おかやま あさまるミュージック アフターナイン）として独立させたものの、こちらは1年で終了。9時台は番組本編が回収する形になった。
替わって2010年4月には、昼の時間帯まで放送の『おかやま 朝まるステーション 昼またぎ』（おかやま あさまるステーション ひるまたぎ）をスタートさせた。この『昼またぎ』は、当初は朝の番組本編を担当した人物1名が引き続き昼まで1人でパーソナリティを務める方式であったが、途中から『昼またぎ』のみ日替わりのパートナーを付ける方式へと移行した。番組タイトルの表記には揺れがあり、山陽放送公式サイト内でも前述の表記と『おかやま 朝まるステーション1494 昼またぎ』表記が混在していた。
その後、2014年3月に一足早く『昼またぎ』が終了。そして本番組も同年11月に終了した。

## 放送時間
いずれも日本標準時。

### おかやま 朝まるステーション1494
- 月曜 - 金曜 6:55 - 10:00 [8]
- 月曜 - 金曜 6:55 - 09:00 [9]
- 月曜 - 金曜 6:55 - 10:00 [2]
- 月曜 - 金曜 7:00 - 10:00 [10]

### おかやま 朝まるステーション 昼またぎ
- 月曜 - 金曜 10:30 - 12:40 [2]
- 月曜 - 金曜 10:30 - 12:35 [5]

## 歴代パーソナリティ

### おかやま 朝まるステーション1494
- 石田好伸（月曜・火曜・水曜[8]）
- 遠藤寛子（月曜・火曜・水曜[8] → 水曜[5]）
- 中尾俊直（木曜・金曜[8]）
- 小林章子（木曜・金曜[8]）
- 浜家輝雄（木曜・金曜[9]）
- 滝沢忠孝（木曜・金曜[2]）
- 奥富亮子（月曜・火曜[5] → 月曜・火曜・水曜[10]）

### おかやま 朝まるステーション 昼またぎ
- 石田好伸（月曜・火曜・水曜[2]）
- 滝沢忠孝（木曜・金曜[2]）
- 奥富亮子（月曜・火曜[5]）
- 竹内大樹（月曜・火曜・水曜[5]）
- 遠藤寛子（水曜・木曜[5]）
- 渡邉ありさ（金曜[5]）